# جون إليوت (أستاذ جامعي)
جون إليوت (بالإنجليزية: John Elliott)‏ هو مؤرخ العصر الحديث ‏ ومؤرخ بريطاني، ولد في 23 يونيو 1930 في ريدنغ في المملكة المتحدة.